# Keg

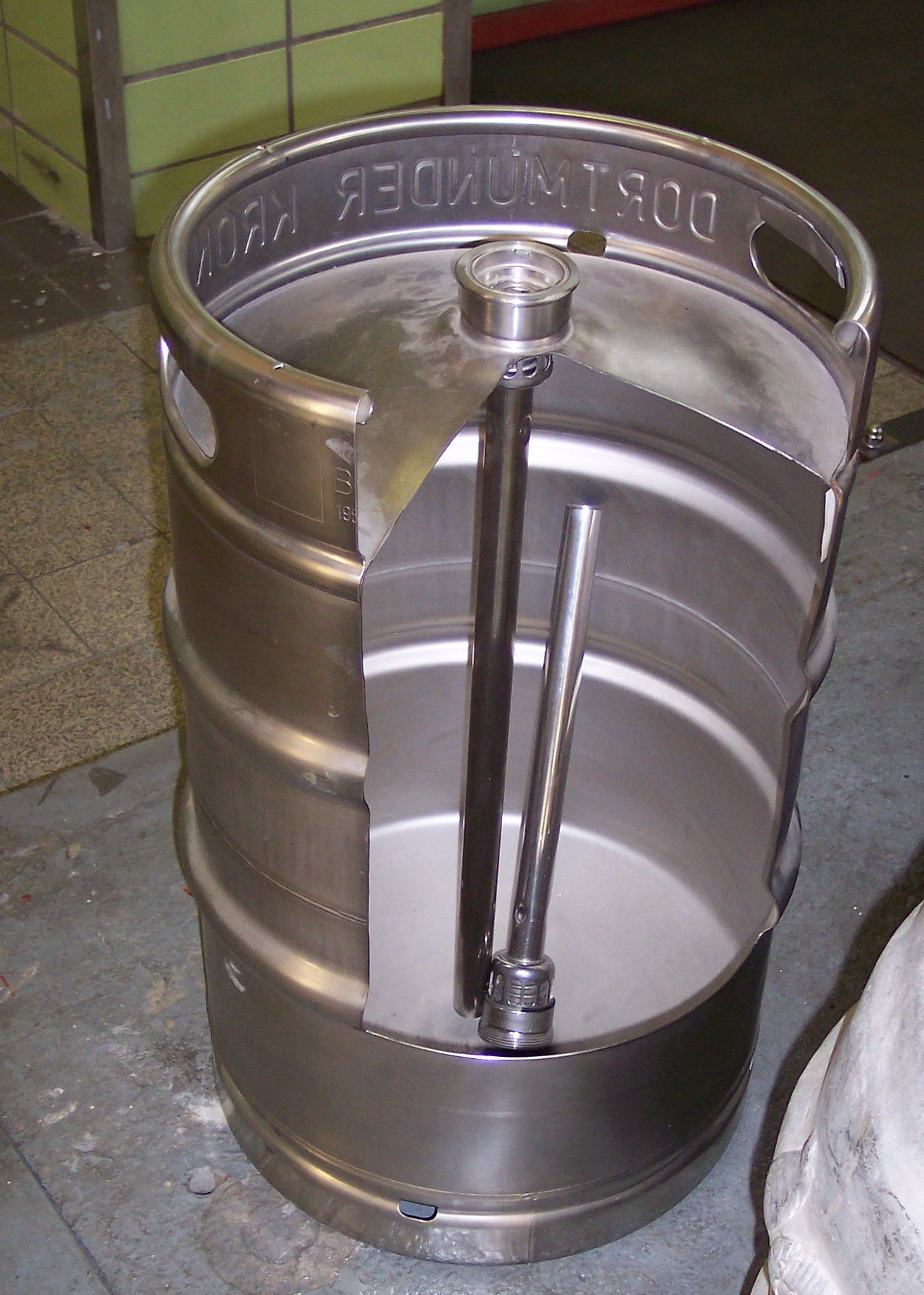
Keg, aufgeschnitten

Das Keg (englisch keg ‚kleines Fass‘) ist ein Mehrwegfass, welches speziell zum industriellen Befüllen und keimfreien Lagern von Getränken entwickelt wurde. Eingeführt wurde das System 1964 in Großbritannien. Kegs haben sich in der Gastronomie außerhalb von Großbritannien weitgehend durchgesetzt; auch im privaten Bereich sind zunehmend Zapfanlagen mit entsprechenden Vorrichtungen anzutreffen. Übliche Keg-Größen sind 30 Liter und 50 Liter Inhalt.
Durch die Zunahme englischer Wörter im deutschen Sprachgebrauch findet das Wort „Keg“ mittlerweile auch bei anderen Fassgrößen und -systemen Verwendung, meist jedoch beschränkt auf die Bezeichnung von Markenartikeln.

## Aufbau und Funktionsweise
Das Keg ist ein zylindrisches Fass aus Edelstahl. Moderne Kegs sind oft gummiummantelt, um den Behälter vor Beschädigungen zu schützen. Die Ummantelung isoliert das Fass zusätzlich; so bleibt der Inhalt zwar länger kühl, allerdings wird auch mehr Zeit benötigt, ihn auf die gewünschte Temperatur zu bringen.
Auf der Oberseite in der Mitte ist ein Ventil, der sogenannte Keg-Kopf, angebracht. Darauf kann ein passender Zapfkopf angebracht werden, der Treibgas (Kohlendioxid, in bestimmten Fällen auch Stickstoff) aus einem externen Behältnis zuführt und den Inhalt zur Zapfanlage abführt. Der Zapfkopf schließt das Keg dicht ab, womit bei entsprechendem Zustand der Schlauchleitungen und Geräte der Fassanstich und der Transport bis ins Glas nahezu keimfrei vonstattengehen.
Das Treibgas erzeugt einen Überdruck im Keg, der Inhalt wird beim Öffnen des Zapfhahns durch ein Rohr im Inneren des Kegs herausgedrückt. Wird der Zapfkopf abgenommen, verschließt das Ventil das Keg luftdicht, wodurch eine weitere Lagerung des Inhalts möglich bzw. ein Eintrocknen der Reste verhindert wird. Der Überdruck im Fassinneren bleibt so erhalten, und ein Aufschäumen des Inhalts wird vermindert.

## Anschlusssysteme
Die vier von deutschen Brauereien hauptsächlich verwendeten Anschlusssysteme wurden zur besseren Unterscheidung mit unterschiedlichen Buchstaben benannt.

### Flachzapfkopf (Typ A) und Kombizapfkopf (Typ M)
Diese beiden Zapfköpfe sehen auf den ersten Blick kaum unterschiedlich aus. Sie werden beide seitlich auf das Ventil geschoben und unterscheiden sich lediglich im Mittelstößel, der durch Eindrücken in das Fass das Ventil öffnet. Beim Flachzapfkopf (Typ A) handelt es sich um eine Art Glocke, während der Kombizapfkopf (Typ M) nur über ein kleines Stechrohr verfügt und von einem Lochkranz umgeben ist.
Trotz gleicher Art des Aufsetzens sind diese beiden Systeme nicht kompatibel.

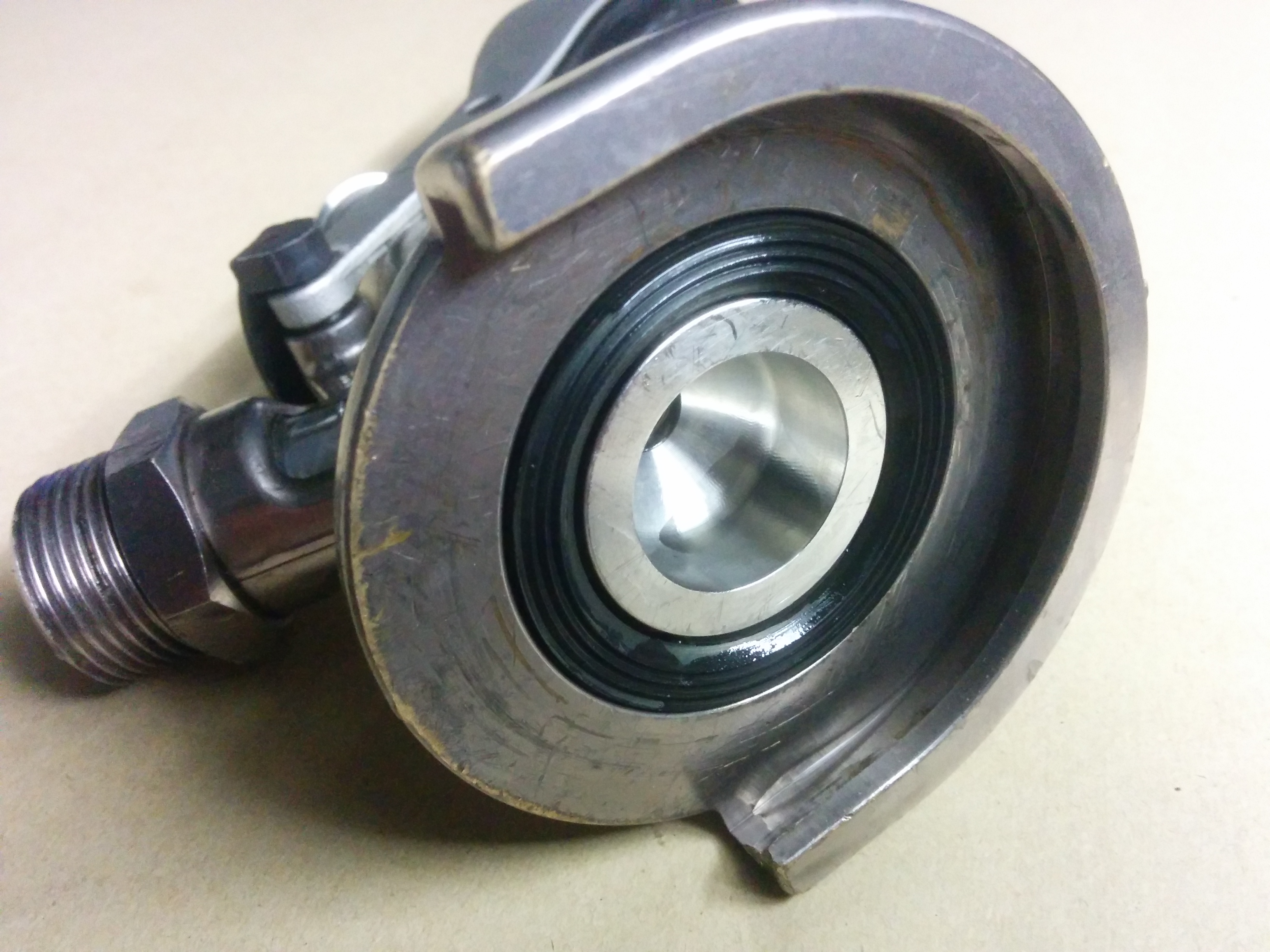
Flachzapfkopf, geöffnet
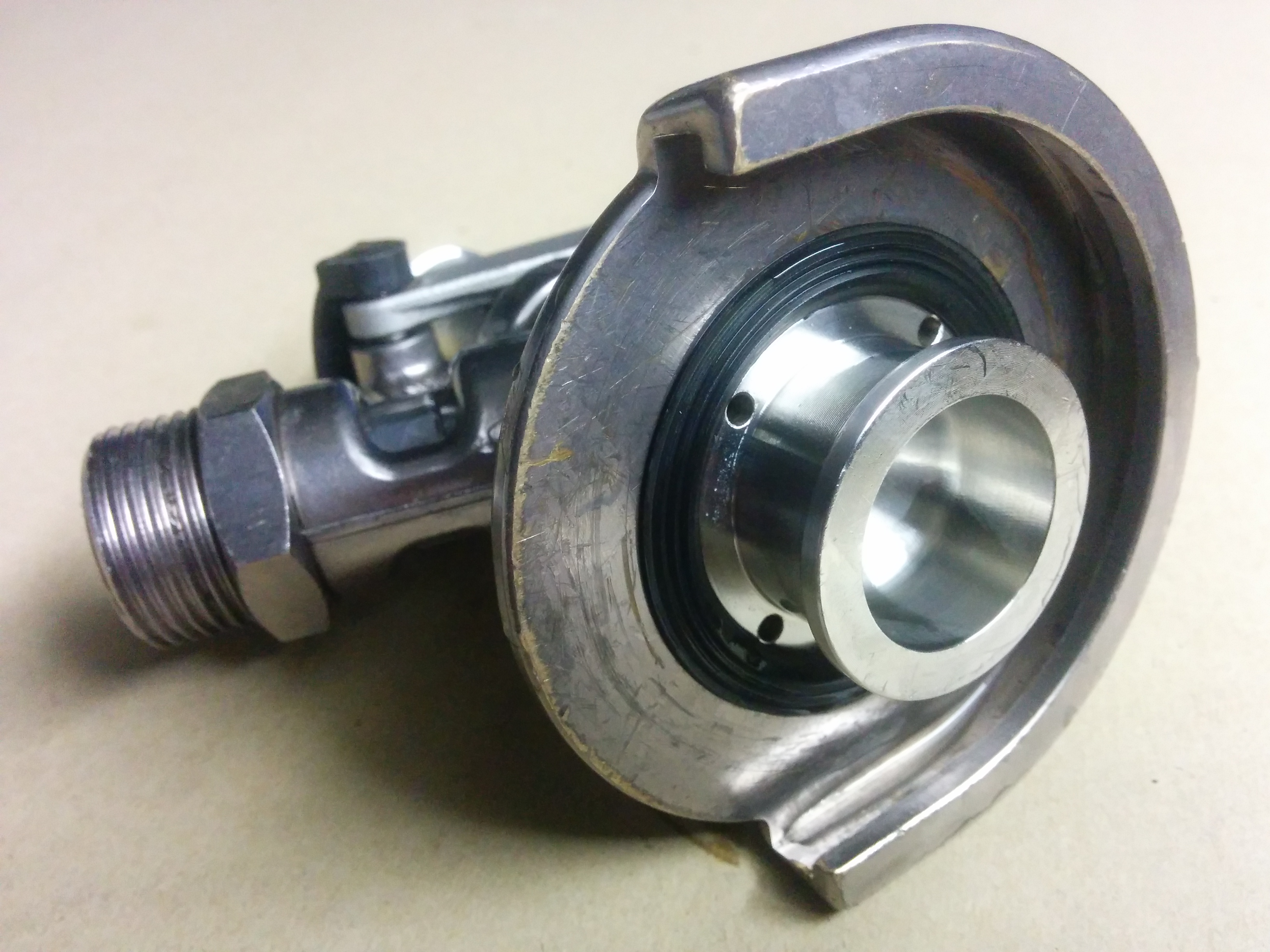
Flachzapfkopf, geschlossen
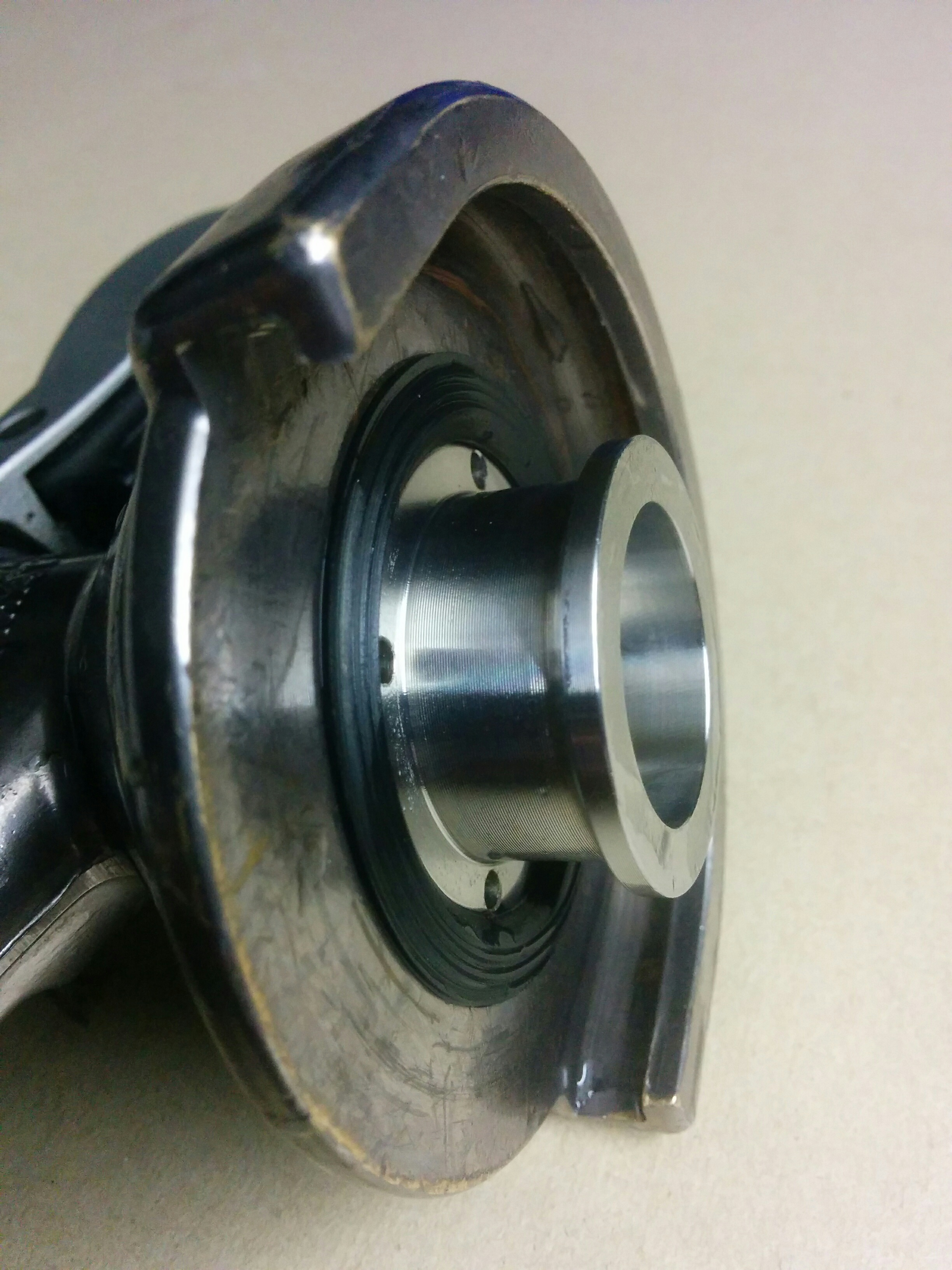
Flachzapfkopf, geschlossen
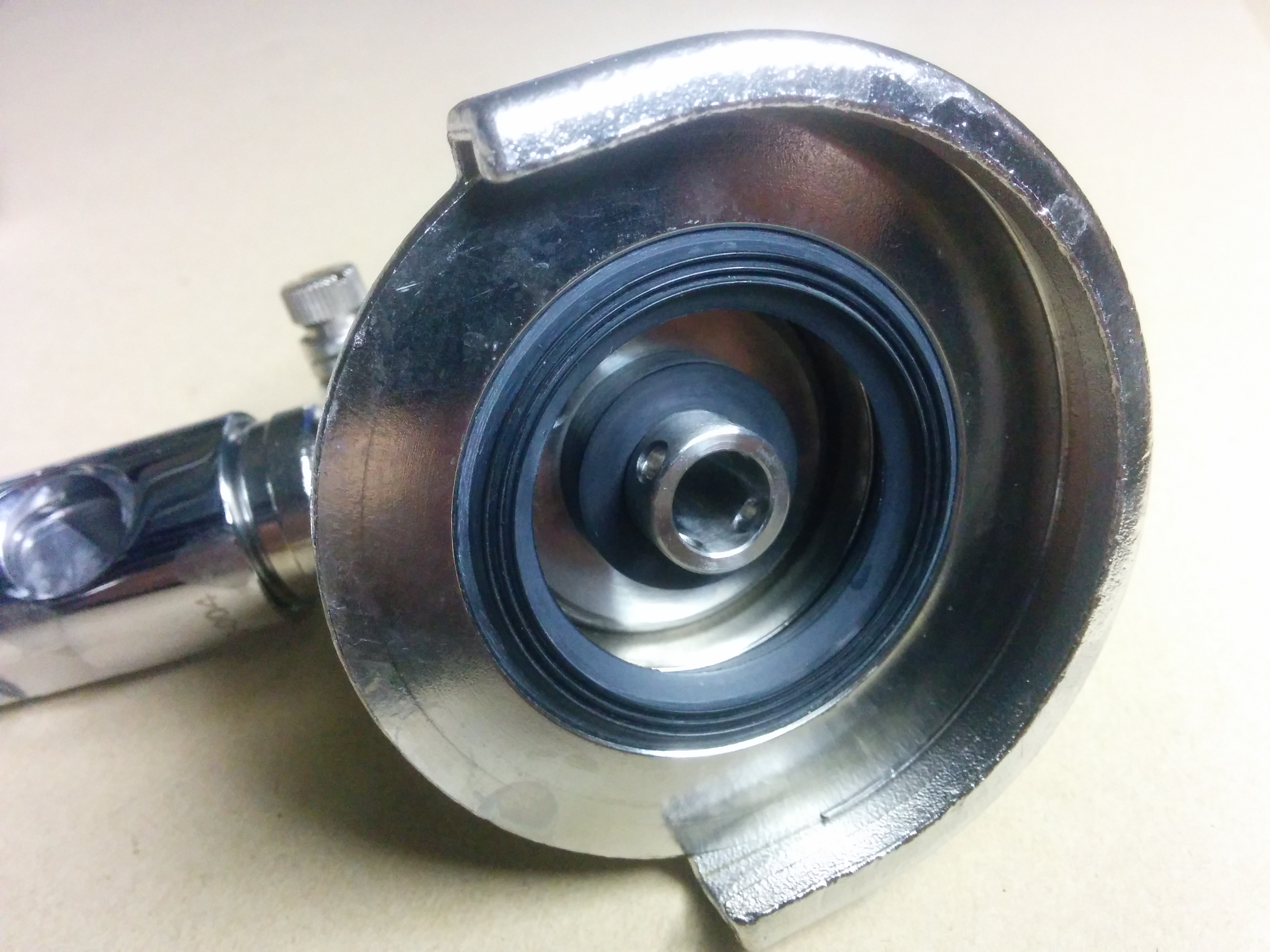
Kombizapfkopf, geöffnet
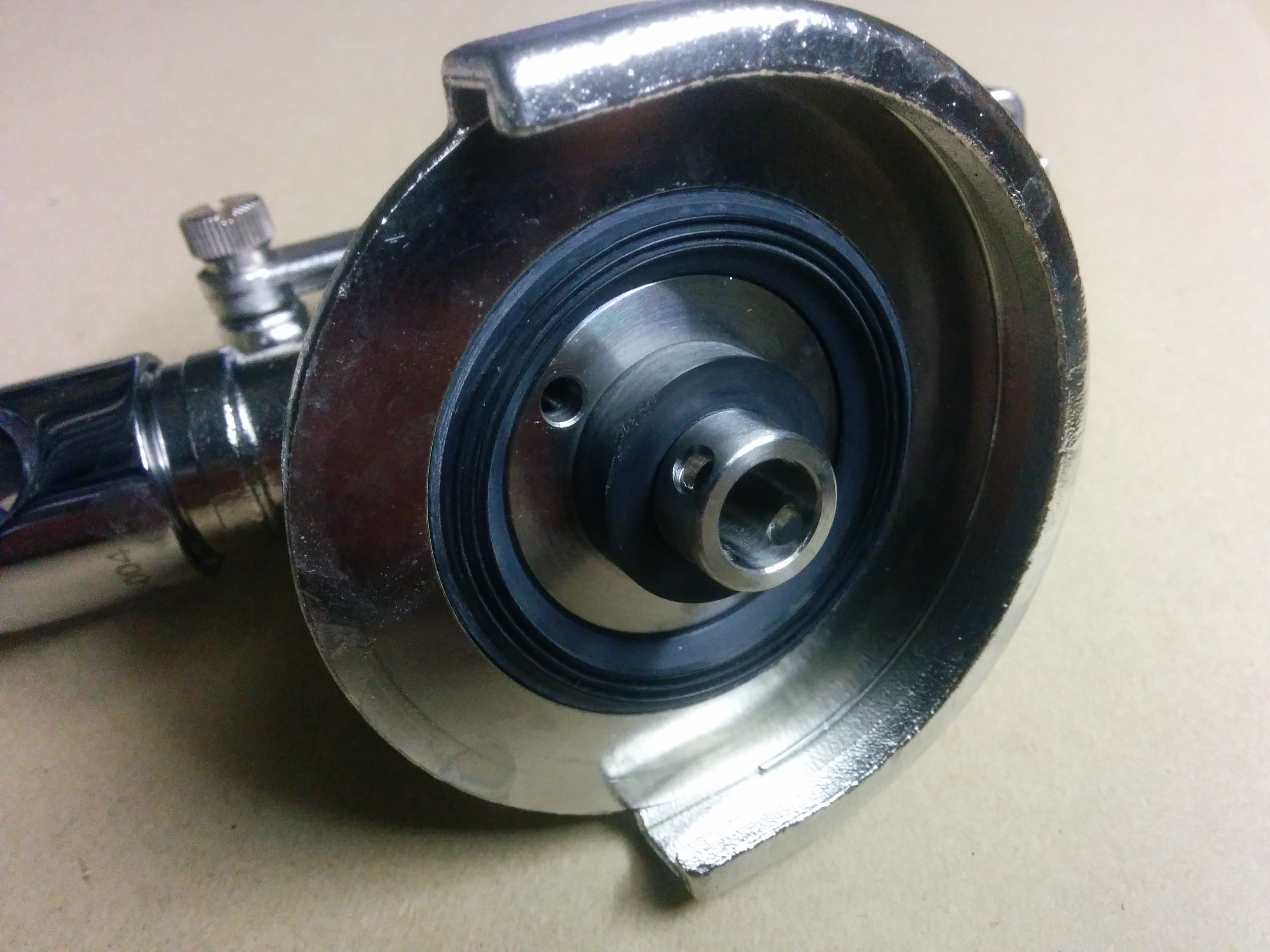
Kombizapfkopf, geschlossen
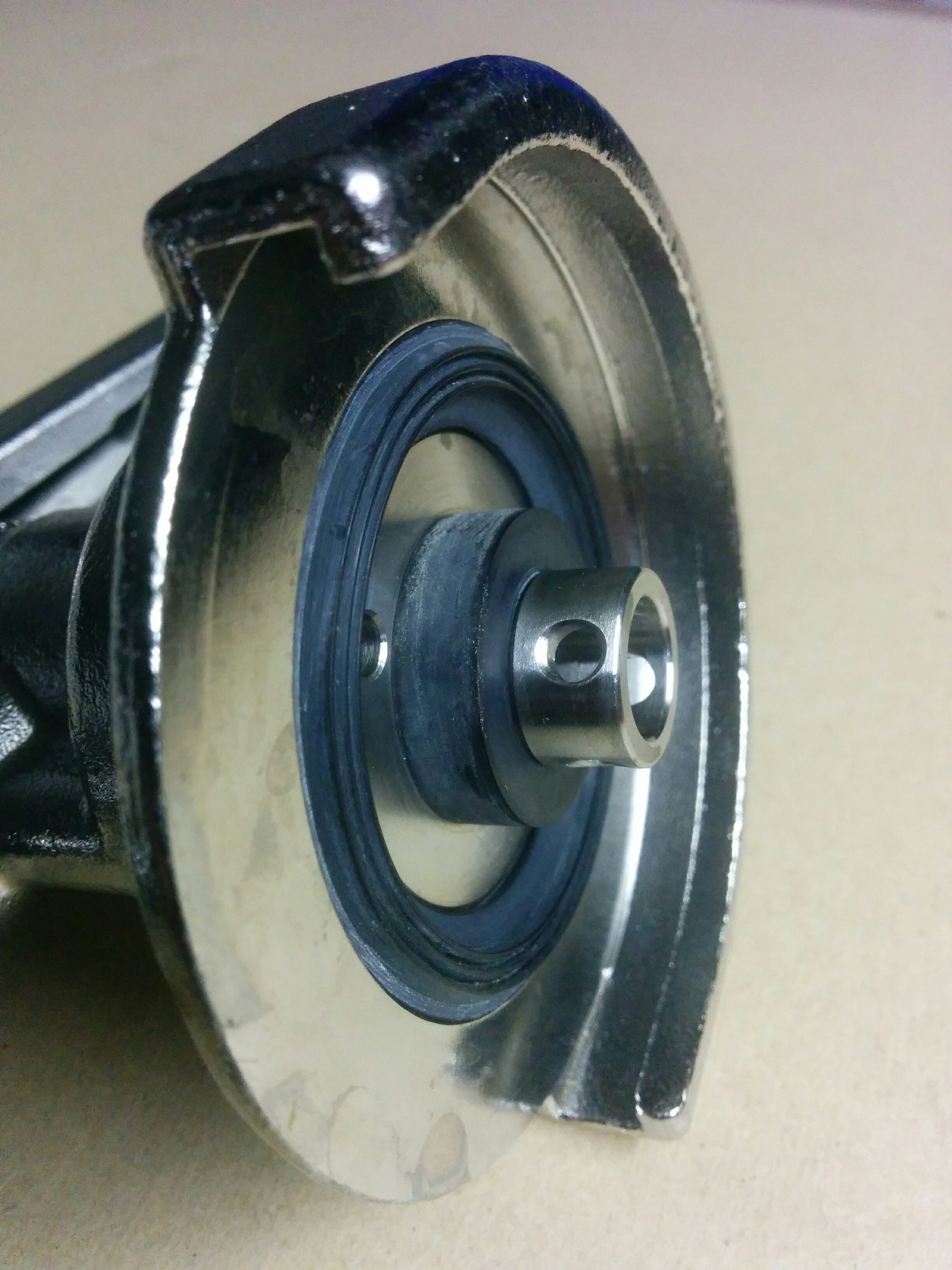
Kombizapfkopf, geschlossen

### Korbzapfkopf (Typ S) und Draftzapfkopf (Typ D)
Auch diese beiden Zapfköpfe sehen sich zum Verwechseln ähnlich, werden jedoch im Gegensatz zu den oben genannten auf das Fass aufgeschraubt. Der Mittelstößel ist beim Korbzapfkopf (Typ S) länger als im Draft-Zapfkopf (Typ D) und an seitlichen V-Ausschnitten zu erkennen.

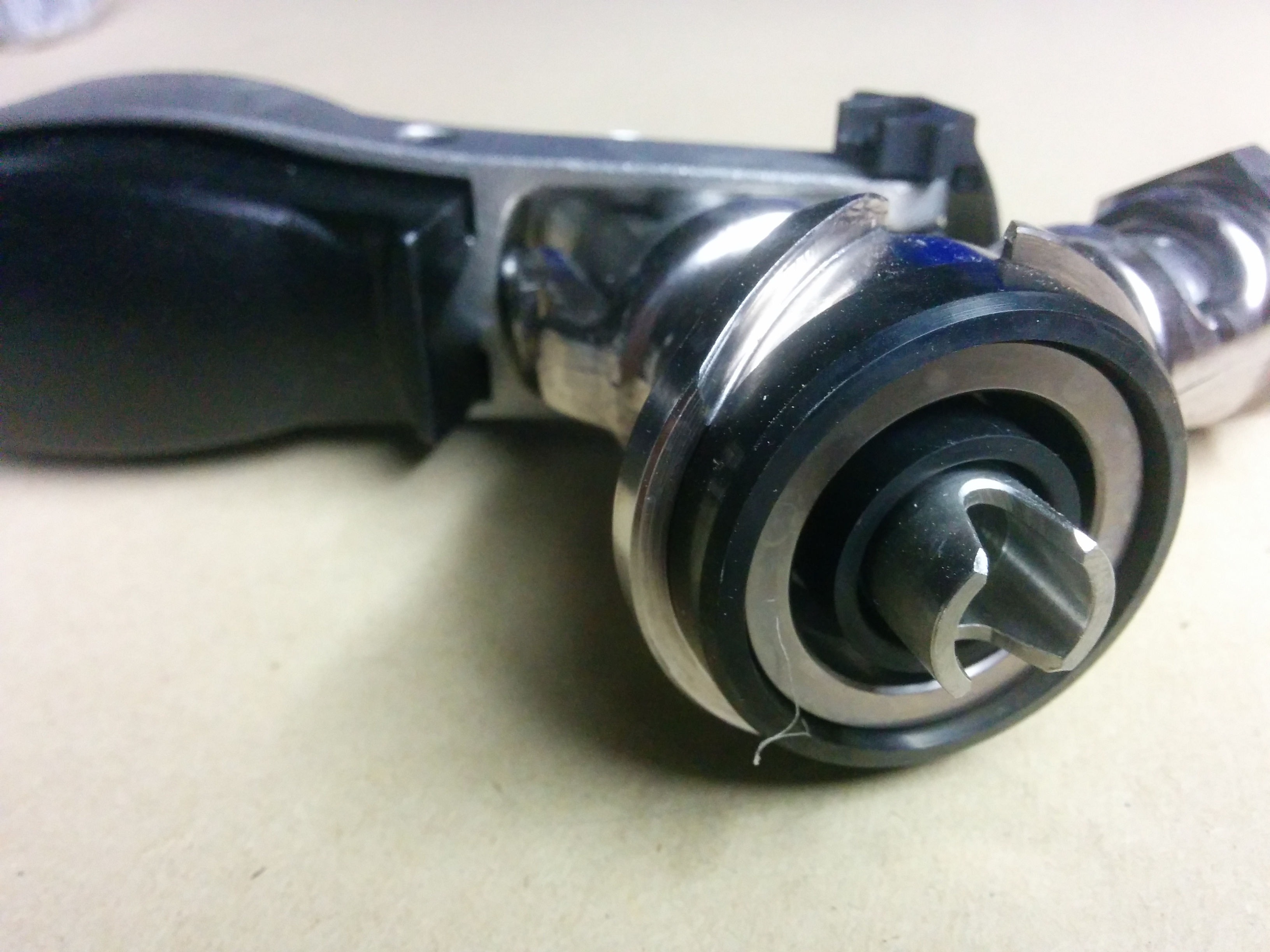
Korbzapfkopf, geöffnet
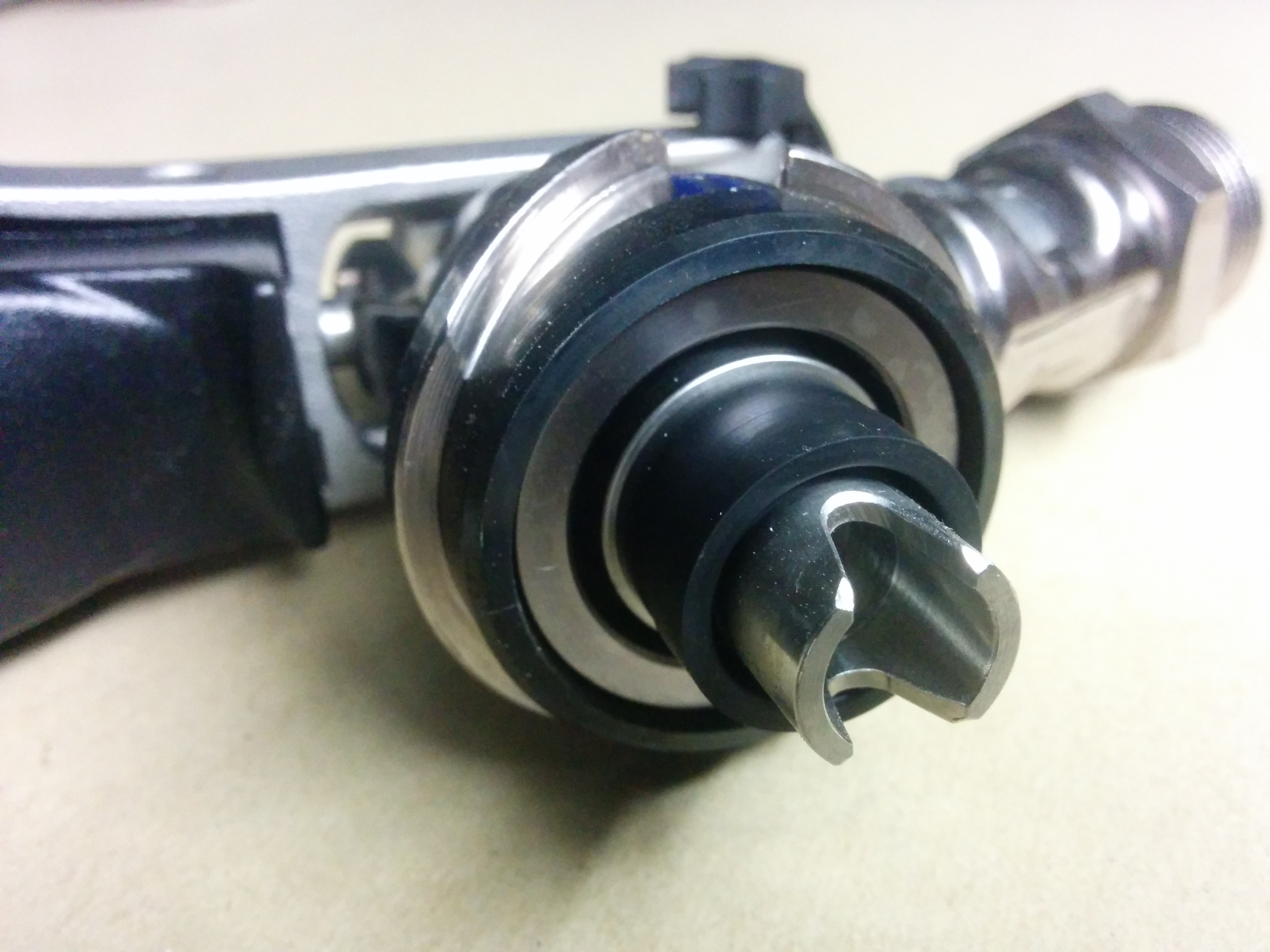
Korbzapfkopf, geschlossen
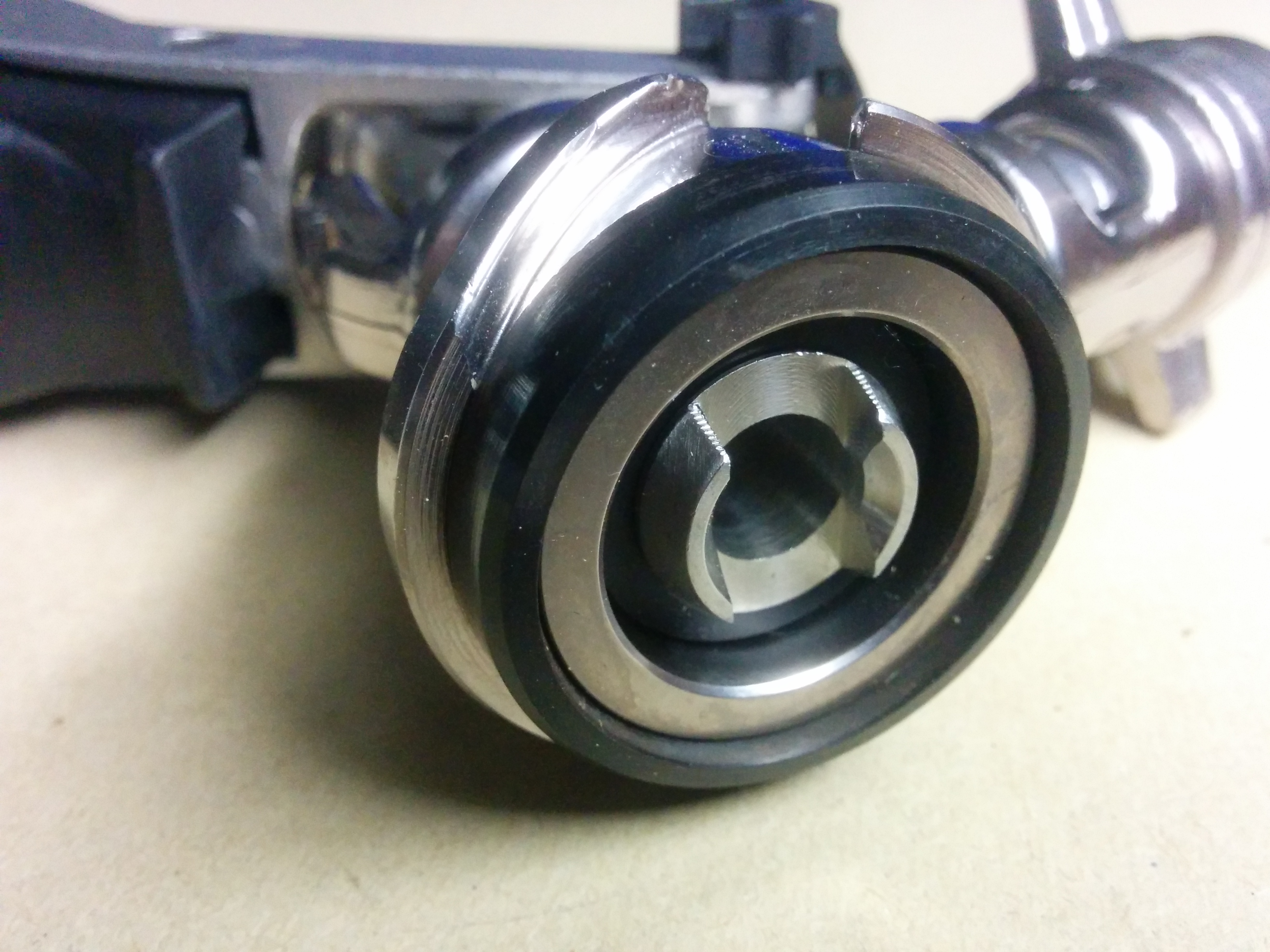
Draftzapfkopf, geöffnet
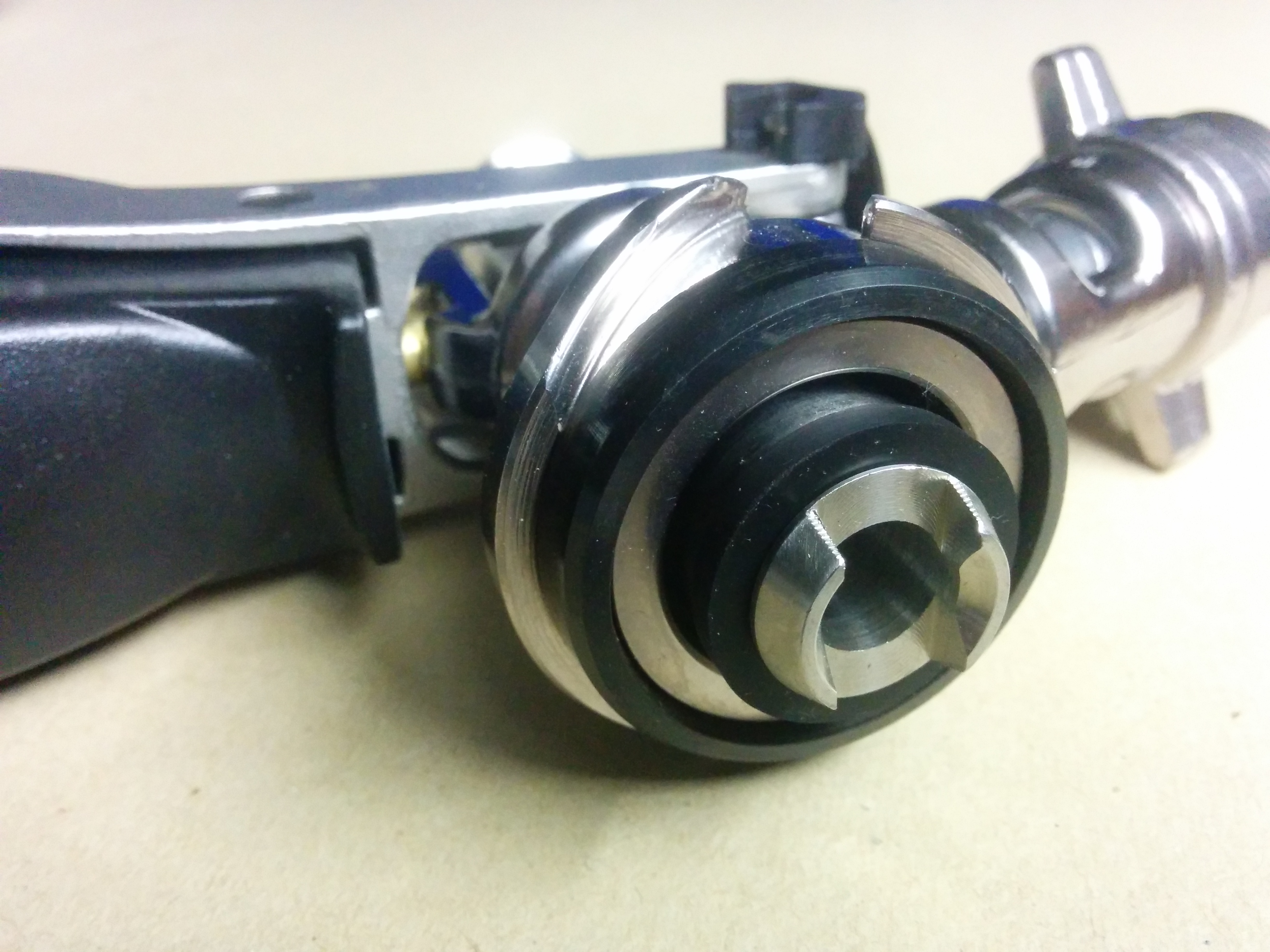
Draftzapfkopf, geschlossen

### KeyKeg
Die proprietäre Anschlussvariante KeyKeg wird ausschließlich für die Einwegkegs der Firma Lightweight Containers BV verwendet. Dieser Zapfkopf wird von oben auf das Fitting gesetzt und zur Fixierung dann um 60° verdreht. Anschließend wird das Fass durch Herunterdrücken des Hebels angezapft.

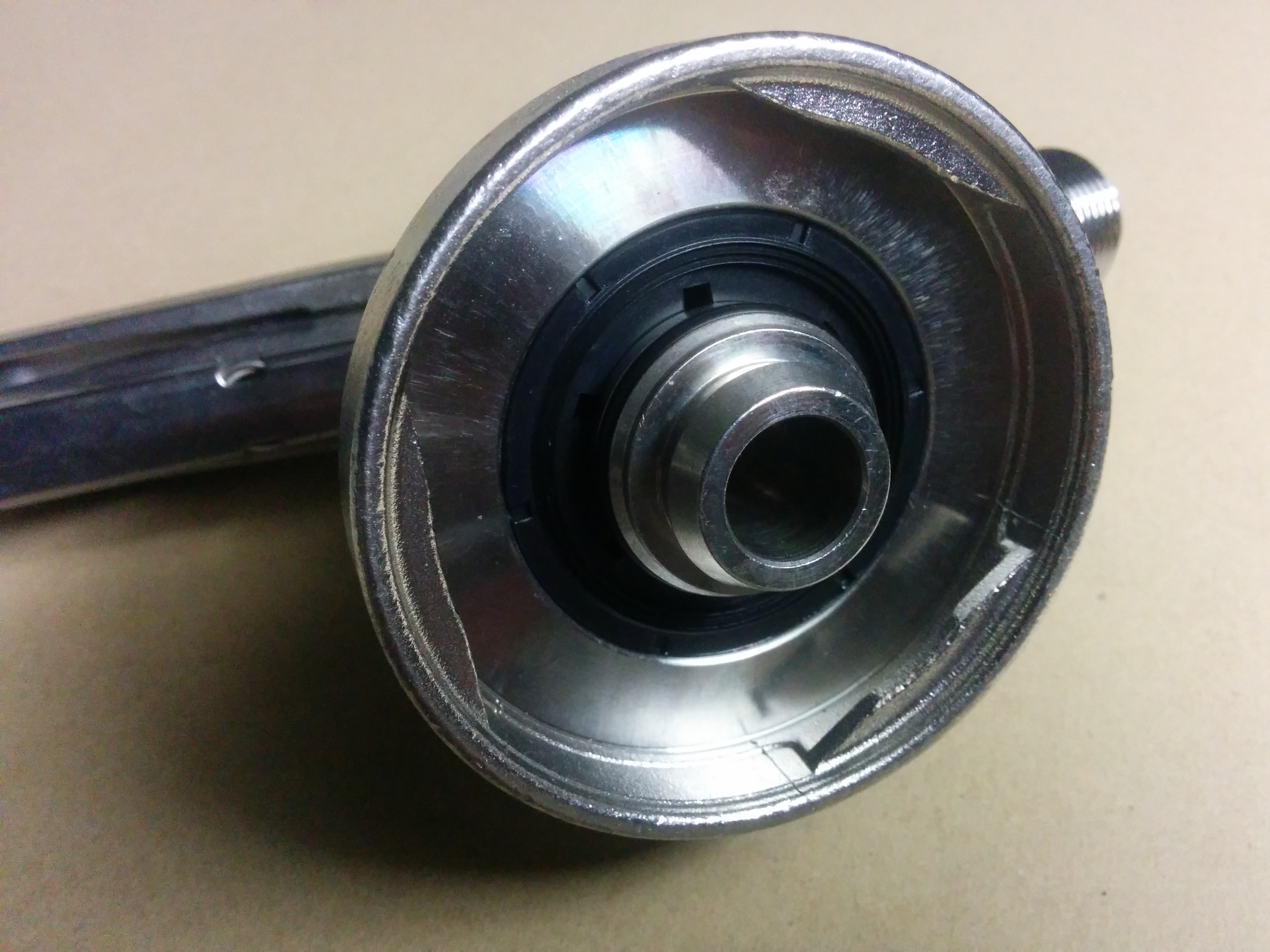
KeyKeg-Zapfkopf

Wenn der Anwender nicht über mehrere Zapfköpfe verfügt, kann er nur die zu seinem System passenden Kegs anstechen.

## Reinigung und Befüllen
Beim Getränkehersteller kann durch das Ventilsystem die Befüllung vollautomatisch vorgenommen werden. Nach der äußeren Reinigung wird das Keg mehrfach gespült und anschließend mit heißem Wasserdampf eventuelle bierschädliche Keime abgetötet (Sterilisation). Daraufhin wird die Dichtigkeit geprüft. Um das Keg von der Dampfbehandlung abzukühlen und einem Aufschäumen des Inhalts beim Abfüllen vorzubeugen, wird es mit Kohlendioxid unter Überdruck gesetzt und erst danach gefüllt.

## Kennzeichnung
Einige Brauereien kennzeichnen ihre Fässer durch farbige Bänder um das Fass, so dass man erkennen kann, was in dem Fass ist. Zum Beispiel ist Karlsberg blau-schwarz und Bitburger grün gekennzeichnet. Aber die häufigste Art, ein Keg-Fass zu kennzeichnen, ist der sog. Fitting-Deckel.
Dieser Deckel besteht aus biegsamem oder hartem Plastik und wird auf das Fitting gedrückt. Auf ihm kann man nun mit Hilfe von Aufklebern die gewünschten Daten aufbringen. Vorteil hierbei: Man kann die Fässer immer wieder mit anderen Biersorten befüllen.

## Bauform
In Deutschland wurden Bauformen im Wesentlichen durch die Normen DIN 6647-1 und DIN 6647-2 bestimmt, genannt „Zylindrische Getränke- und Grundstoffbehälter, Nennvolumen bis 50 l“ (Teil 1 bis 3 Bar und Teil 2 bis 7 Bar) in der letzten Fassung von 1998. Hinzu tritt DIN 3542 „Fassmuffen und Fassanschlussteile, Anschlussmaße“ sowie DIN 32677 „Leitungsanschlussteile für Getränkeschankanlagen, Anschlussmaße“ für die Zapfanschlüsse.
| Inhalt (Liter) | Inhalt (US.liq.gal) | Größe nach DIN 6647-1/-2 (Höhe × Durchmesser) | Größe eines Euro-Keg (Höhe × Durchmesser) |
| -------------- | ------------------- | --------------------------------------------- | ----------------------------------------- |
| 50 l           | 13,21 gal           | 600 mm × 363 mm                               | 532 mm × 395–408 mm                       |
| 30 l           | 7,93 gal            | 400 mm × 363 mm                               | 365 mm × 395–408 mm                       |
| 25 l           | 6,61 gal            | –                                             | 324–325 mm × 395–408 mm                   |
| 20 l           | 5,29 gal            | 310 mm × 363 mm                               | 283 mm × 395–408 mm                       |

Mehr und mehr werden in Deutschland Euro-Kegs verwandt, die die DIN-Bauform ersetzen sollen. Während die DIN-Kegs in 50, 30 und 20 Litern gemessen werden, gibt es bei Euro-Kegs 50, 30, 25 und 20 Liter – wobei neben der 50-Liter-Fassgröße vor allem 25 Liter als nächstkleinere Liefergröße üblich ist. Die Euro-Kegs sind bei gleichem Inhalt niedriger und dicker – ein Edelstahlkeg zu 50 Liter ist bei DIN mit 600 mm Höhe und 381 mm Durchmesser ausgelegt, bei Eurokegs mit 532 mm Höhe und 408 mm Durchmesser.
| Inhalt (US.liq.gal) | Inhalt (Liter) | Bezeichnung               | Bauform (Höhe × Durchmesser)                      |
| ------------------- | -------------- | ------------------------- | ------------------------------------------------- |
| 15,5 gal            | 58,67 l        | Full Keg / Half Barrel    | 23 3⁄8 inches × 16 1⁄8 inches (≈ 594 mm × 410 mm) |
| 7,75 gal            | 29,34 l        | Quarter Barrel / Pony Keg | 13 7⁄8 inches × 16 1⁄8 inches (≈ 352 mm × 410 mm) |
| 7,75 gal            | 29,34 l        | Slim Quarter              | 23 3⁄8 inches × 11 1⁄8 inches (≈ 594 mm × 283 mm) |
| 5,16 gal            | 19,55 l        | Sixth Barrel              | 23 3⁄8 inches × 9 1⁄4 inches (≈ 594 mm × 235 mm)  |
| 5 gal               | 18,925 l       | Cornelius                 | 23 inches × 9 inches (≈ 584 mm × 229 mm)          |
| 1,32 gal            | 5,0 l          | Mini                      | 9 7⁄8 inches × 6 3⁄4 inches (251 mm × 171 mm)     |
| 6,6 gal             | 25 l           | Euro Half Barrel          | 395 mm × 327 mm                                   |

In den USA ist die Größe zu 15,5 US-Gallonen (Full-Keg) am verbreitetsten, üblicher als „Half-Barrel“ bezeichnet, und die gebräuchliche nächstkleinere Größe ist dann ein Quarter Barrel mit 7,75 US-Gallonen Inhalt. Die in Europa meistgebräuchliche Größe zu 50 Litern wird als „Import Keg“ oder „Euro Barrel“ gehandelt. Bei den Angaben zu Gallonen handelt es sich um „US liquid gallon“ zu 3,7854 Litern und nicht die Imperial Gallon mit 4,546 Litern – das europäische 50-Liter-Fass entspricht nach englischem Maß fast genau einem Inhalt von 11 Imperial Gallons (dieses 50-l- bzw. 11-Imp.-Gall.-Fass ist in Großbritannien die verbreitetste Fassgröße).